# Baktrische Münzen
Die baktrischen Münzen sind eine bedeutende Quelle für die Geschichte Baktriens, einer historischen Landschaft, die größtenteils im modernen Staatsgebiet von Afghanistan liegt. Angefangen mit dem Indienfeldzug Alexanders des Großen lässt sich hier über rund 300 Jahre eine griechische Präsenz in Zentralasien nachvollziehen. Die nachfolgende Reiche der Kuschana und Kidariten führten in ihrer Münzprägung eine baktrische ikonographische Tradition weiter, während die Hephthaliten Münzen des Sassanidenreichs kopierten.

## Griechisch-baktrische Münzen
Die griechisch-baktrische Währung wurden nördlich des Hindukusch (im Tal des Oxus und Sogdien) gebraucht. Die Prägungen folgten dem attisch-seleukidischen Standard, es gab Tetradrachmen, Drachmen, Hemidrachmen und Obolen sowie Goldstater und verschiedene Kleinmünzen aus Bronze. Die Inschriften waren griechisch.
Der Münzstätte Aï Khanoum (Baktrien)  zugeordnete Prägungen (Beispiele)
| Bild | Datum                                 | Nominale     | Metall | Vorderseite                                | Rückseite                                                                                     | Literatur                          |
| ---- | ------------------------------------- | ------------ | ------ | ------------------------------------------ | --------------------------------------------------------------------------------------------- | ---------------------------------- |
|      | 285–281 v. Chr. (Seleukos I. Nikator) | Hemidrachme  | Silber | Kopf des Zeus mit Lorbeerkranz nach rechts | Athene mit Speer und Schild auf einer von Elefanten gezogenen Biga                            | Seleucid Coins Online (part 1) 278 |
|      | 280–261 v. Chr. (Antiochos I. Soter)  | Tetradrachme | Silber | Herrscherbildnis mit Diadem nach rechts    | Apollon auf Omphalos sitzend, zwei Pfeile prüfend, während die andere Hand auf dem Bogen ruht | Seleucid Coins Online (part 1) 437 |
|      | 261–256 v. Chr. (Antiochos II. Theos) | Stater       | Gold   | Herrscherbildnis mit Diadem nach rechts    | Apollon auf Omphalos sitzend, einen Pfeil prüfend, während die andere Hand auf dem Bogen ruht | Seleucid Coins Online (part 1) 616 |

Die französische Mission unter Leitung von Paul Bernard fand im Oktober 1973 in Aï Khanoum einen Schatz von 63 Tetradrachmen. Er ermöglichte es, die Siedlungsgeschichte dieser hellenistischen Stadt am Oxus zu schreiben und lieferte weitere Informationen zum Königreich der Euthymeniden.
Im folgenden Winter entdeckte ein afghanischer Bauer einen weit größeren Münzschatz im Bereich der archäologischen Stätte Aï Khanoum, der in Kabul auf den Antikenmarkt gebracht wurde und ohne wissenschaftliche Untersuchung zerstreut wurde.  Münzen aus diesem Hort tauchten in europäischen und amerikanischen Städten im Handel auf. Zwei Jahre nach dem Fund wurde ein Teil dieses Schatzes in New York City angeboten, und Nancy M. Waggoner (American Numismatic Society) fertigte ein provisorisches Inventar an. Claire-Yvonne Petitot-Biehler publizierte diese Liste 1975. Ähnlichkeiten mit dem von Archäologen in Aï Khanoum geborgenen Münzschatz legten einen Zusammenhang nahe. Es zeigte sich, welches Schicksal ein Münzschatz hat, der über längere Zeit von Händler zu Händler wandert: Nicht nur wurde er aufgeteilt, es wurden auch nach Waggoners Inventarisierung besonders hochwertige Münzen entnommen und geringwertige Münzen, mutmaßlich Streufunde, hinzugefügt. Außerdem wurden zwei moderne Fälschungen erkannt.

## Indo-griechische Münzen
Die indo-griechische Währung wurde südlich des Hindukusch verwendet. Die Inschriften waren zweisprachig: griechisch auf der Vorderseite und Kharoshthi-Schrift oder Brahmi-Schrift auf der Rückseite. Tetradrachmen, Drachmen und Hemidrachmen folgten lokalem indischem Gewichtsstandard. Die rechteckigen Bronzemünzen zeigten unter anderem Bilder hinduistischer Gottheiten. Jüngere Tetradrachmen und Drachmen sind ebenfalls rechteckig.
| Bild | Datum                               | Metall          | Vorderseite                                                                    | Rückseite                                                             |                                   |
| ---- | ----------------------------------- | --------------- | ------------------------------------------------------------------------------ | --------------------------------------------------------------------- | --------------------------------- |
|      | um 190–180 v. Chr. (Agathokles)     | Legierung       | Göttin Subhadra mit Blume in der Hand, nach links schreitend. Brahmi-Inschrift | Panther nach rechts. Griechische Inschrift.                           | British Museum: Coin,1844,0909.61 |
|      | um 180–170 v. Chr. (Apollodotos I.) | Silber          | Elefant nach rechts, dreiseitige griechische Inschrift                         | Buckelrind, dreiseitige Kharoshthi-Inschrift                          | British Museum: Coin,1838,EIC.30  |
|      | um 174–145 v. Chr. (Eukratides I.)  | Kupferlegierung | Herrscherbildnis mit Helm nach rechts, griechische Inschrift                   | Dioskuren zu Pferde mit Speeren und Palmzweigen, Kharoshthi-Inschrift | British Museum: Coin,IOLC.220     |

Der Münzfund von Kundus, der 1946 bei Khisht Tepe entdeckt und im Folgejahr dem Nationalmuseum Kabul übergeben wurde, enthielt Münzen nach attischem Standard und mit rein griechischen Inschriften, die von indo-griechischen Herrschern geprägt wurden, welche durch zweisprachige Münzen bekannt waren und deren Herrschaftsgebiet südlich des Hindukusch lokalisiert wird. Seitdem sind wiederholt gräko-baktrische Münzprägungen indo-griechischer Herrscher gefunden worden; für dieses Phänomen werden verschiedene Erklärungen vorgeschlagen. Osmund Bopearachchi schließt aus, dass es sich dabei um Prestigeobjekte handelte. Er bleibt unentschieden zwischen zwei Optionen: dass es Handelsbeziehungen zwischen Gräkobaktriern und ihren Nachbarn südlich des Hindukusch gab – oder dass letztere ihren Nachbarn, die den attischen Münzfuß verwendeten, Tribut zahlten.

## Münzen des Kuschan-Reichs
Der Zweite Münzhort von Mir Zakah, 1992 nahe dem Dorf Mir Zakah im Nordosten Afghanistans entdeckt, gilt mit rund 550.000 Stücken als größter antiker Münzschatz. Er dokumentiert, wie die griechisch-baktrische und indogriechische Münzprägung die Münzen des Kuschanreiches beeinflussten.
Für die Herrscherbildnisse auf den Münzen der Kuschana wurde römischer Einfluss vermutet, d. h. Spezialisten aus dem Mittelmeerraum arbeiteten in den Münzstätten der Kuschana oder führten dort die Aufsicht. Fabrizio Sinisi schlägt dagegen vor, dass das griechisch-baktrische Erbe als regionale ikonographische Tradition weiterwirkte. Elemente der königlichen Kleidung, wie die konische Kopfbedeckung, wurden wahrscheinlich aus dem Partherreich entlehnt. Weder in der parthischen noch in der kuschanischen Ikonographie sieht Sinisi eine „nomadische“ Tradition.
| Bild | Datum                               | Nominale     | Metall | Vorderseite | Rückseite                                                         | Literatur |
| ---- | ----------------------------------- | ------------ | ------ | --- | ----------------------------------------------------------------- | --------- |
|      | 1. Jahrhundert n. Chr. („Heraios“)  | Tetradrachme | Silber | Herrscherbildnis mit Diadem nach rechts                                                                                            | Herrscher in Reiterkleidung zu Pferde, hinter ihm geflügelte Nike | [ 6 ]     |
|      | um 30–80 n. Chr. (Kujula Kadphises) | Tetradrachme | Kupfer | Herrscherbüste mit Diadem nach rechts                                                                                              | Herakles mit Keule und Löwenfell                                  | [ 7 ]     |
|      | um 90–100 n. Chr. (Vima Kadphises)  | Denar        | Gold   | Herrscherbüste mit Diadem nach rechts, eine Keule auf der Schulter tragend, der Umhang auf der Schulter mit einer Spange befestigt |                                                                   | [ 8 ]     |
|      | um 191–220 n. Chr. (Vasudeva I.)    | Denar        | Gold   | Am Altar stehender Herrscher in Rüstung, konische Kopfbedeckung, einen Speer in der Hand                                           | Iranischer Gott Oescho, vor einem Stier stehend                   | [ 9 ]     |

## Münzen der Kidariten

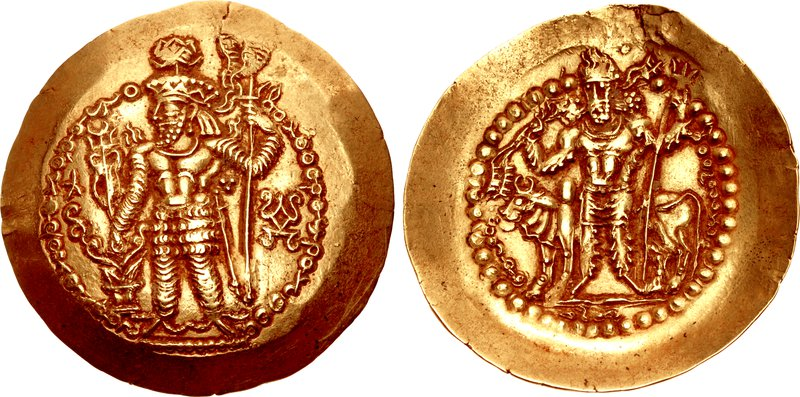
Golddenar Wahrams I.

Die Kidariten, ein Stammesverband der sogenannten iranischen Hunnen, wurden um 400 in Baktrien sesshaft, die Hauptstadt ihres Reichs war Balch. Mit ihrer Münzprägung stellten sich die Kidariten in die Tradition der Kuschana.
Ein Beispiel: Der in Balch geprägte goldene Denar eines Sassanidenkönigs namens Bahram (4. Jahrhundert n. Chr., Foto) zeigt den Herrscher in seiner Rüstung am Altar opfernd; dies entspricht dem Herrscherbildnis auf den jüngeren Münzen der Kuschana (siehe zum Beispiel oben: Vasudeva I.). Auf der Rückseite sieht man die Gottheit Oescho vor einem Stier. Die Inschriften sind in baktrischer Sprache.

## Münzen der Hephthaliten

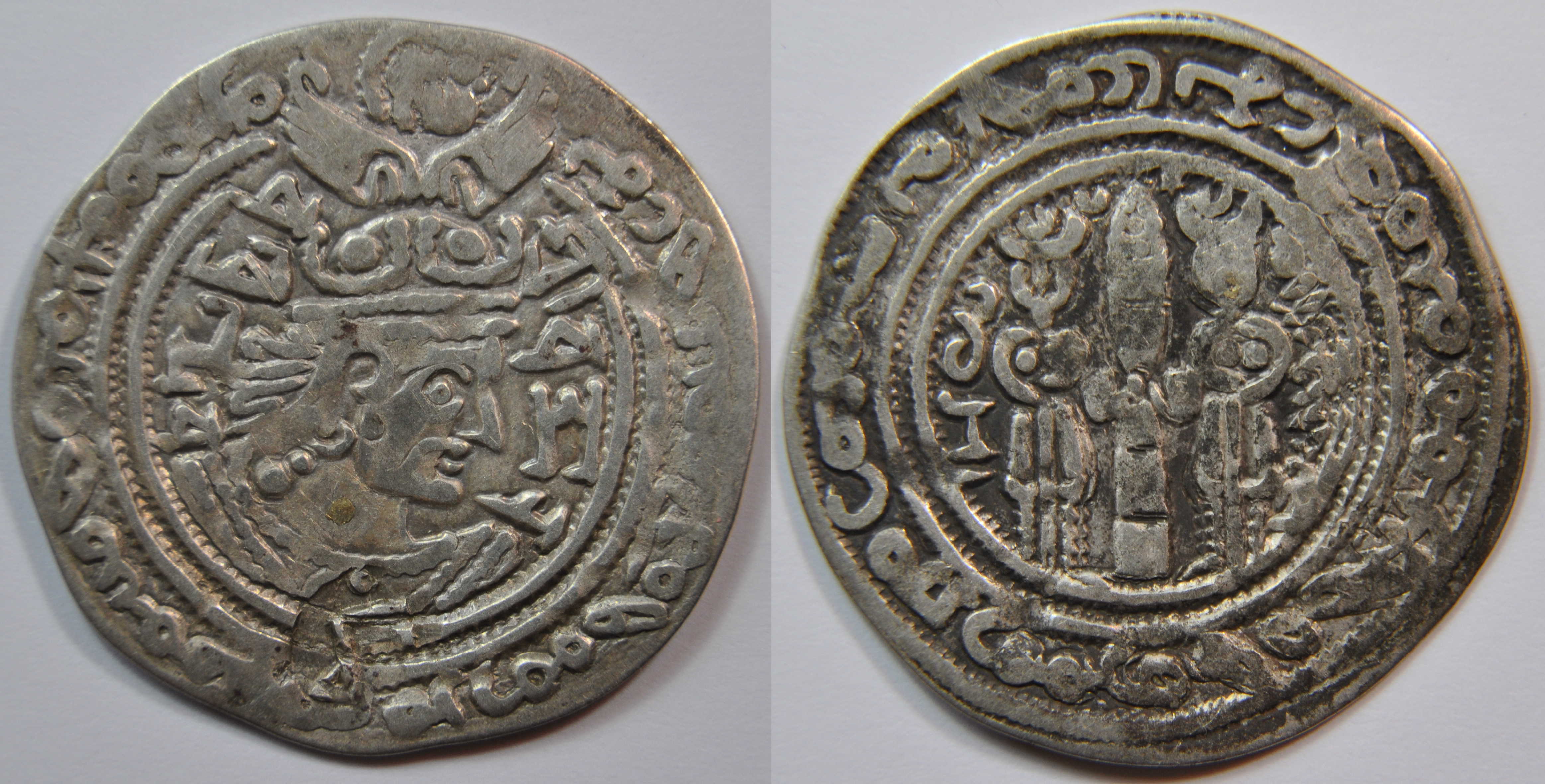
Hephthalitische Silberdrachme, frühes 7. Jahrhundert. Imitation einer Münze des Sassanidenkönigs Chosrau II. Inschrift in Pehlevi.

Auch die Hephthaliten waren ein Stammesverband der „iranischen Hunnen“. Nach ihrem Sieg über den Sassanidenherrscher Peroz im Jahr 467 kontrollierten sie Baktrien und begannen mit einer eigenen Münzprägung in Balch. Dabei orientierten sie sich an sassanidischen Prägungen, die sie als Tribut oder Beute erhalten hatten und, mit eigenen Kontermarken gestempelt, auch benutzten. Die große Ähnlichkeit der ersten hephthalitischen Münzen zu den sassanidischen Originalen lässt vermuten, dass gefangene sassanidische Spezialisten für sie arbeiteten.